# Данкла, Арно
Арно Филипп Данкла (фр. Arnaud Philippe Dancla; 1 января 1820 года, Баньер-де-Бигор, департамент Верхние Пиренеи — 1 февраля 1862 года, там же) — французский виолончелист. Брат скрипачей Шарля и Леопольда Данкла.
Окончил Парижскую консерваторию, ученик Пьера Норблена. С 1838 года играл в составе квартета под руководством своего старшего брата Шарля. Был первой виолончелью в оркестре Опера-Комик, с 1847 года играл в Оркестре концертного общества Парижской консерватории. С 1860 года в отставке по состоянию здоровья. Опубликовал школу игры на виолончели «Современный виолончелист» (Le Violoncelliste moderne) и ряд сочинений для своего инструмента.